# Chenāqchī
Chenāqchī är en ort i Iran.   Den ligger i provinsen Östazarbaijan, i den nordvästra delen av landet, 500 km nordväst om huvudstaden Teheran. Chenāqchī ligger 266 meter över havet och antalet invånare är 110.
Terrängen runt Chenāqchī är kuperad. Runt Chenāqchī är det ganska glesbefolkat, med 39 invånare per kvadratkilometer. Närmaste större samhälle är Khomārlū, 3,2 km sydost om Chenāqchī. Trakten runt Chenāqchī består till största delen av jordbruksmark.